# Distrito electoral de Saltillo (condado de Lancaster, Nebraska)
Saltillo (en inglés: Saltillo Precinct) es un distrito electoral ubicado en el condado de Lancaster en el estado estadounidense de Nebraska. En el Censo de 2010 tenía una población de 3057 habitantes y una densidad poblacional de 33 personas por km².

## Geografía
Saltillo se encuentra ubicado en las coordenadas 40°38′49″N 96°38′21″O / 40.64694, -96.63917. Según la Oficina del Censo de los Estados Unidos, Saltillo tiene una superficie total de 92.63 km², de la cual 91.48 km² corresponden a tierra firme y (1.24%) 1.15 km² es agua.

## Demografía
Según el censo de 2010, había 3057 personas residiendo en Saltillo. La densidad de población era de 33 hab./km². De los 3057 habitantes, Saltillo estaba compuesto por el 98.33% blancos, el 0.23% eran afroamericanos, el 0.23% eran amerindios, el 0.23% eran asiáticos, el 0% eran isleños del Pacífico, el 0.16% eran de otras razas y el 0.82% pertenecían a dos o más razas. Del total de la población el 1.31% eran hispanos o latinos de cualquier raza.